# Augusto Amílcar Mariano de Carvalho
Augusto Amílcar Mariano de Carvalho (Irajá, 5 de março de 1970) é um atleta brasileiro da modalidade Jogo de Damas na variante brasileira, autor de livro deste esporte e divulgador do jogo. O damista brasileiro tem o maior número de títulos nacionais de Jogo de Damas de 64 casas, conquistando oito títulos nos Campeonatos Brasileiros nos anos de 1997, 1999, 2001, 2002, 2004, 2005, 2006 e 2013, sendo octacampeão. É Mestre Internacional (MI) na Damas de 64 casas.

## Biografia
Começou a jogar Damas com a família, entre seus pais e seus quatro irmãos homens. Jogavam Damas e Xadrez, principalmente Xadrez, mas Carvalho sempre preferiu o Jogo de Damas, que considerava mais fácil de jogar. Ao aprender as primeiras lições do Jogo de Damas, percebeu as dificuldades do jogo. Na adolescência, praticava o Jogo de Damas no centro de Recife (PE), quando teve acesso ao primeiro livro da modalidade, o livro Curso de Damas Brasileiras, do russo Waldemar Bakumenko. Iniciou a prática do Jogo de Damas na década de 1980, conquistando seu período áureo nos anos 2000, no qual conquistou a maioria dos seus títulos nacionais. Apesar de ter nascido no Rio de Janeiro, quando conquistou seus títulos brasileiros representava Pernambuco, estado em que se reside.
Em setembro de 2002, Augusto Carvalho publicou o livro Análise e Tática do jogo de Damas com o objetivo de colaborar com os damistas em seus estudos para inovar ideias de planos de táticas de diversos autores nacionais e internacionais. Em 19 de junho de 2020, criou o canal no YouTube Augusto Carvalho Damas, no qual é criador de conteúdo e publica semanalmente vídeos sobre dicas de aberturas, meios de jogos e finais de damas na variante brasileira.

## Carreira
Conquistou vários títulos individuais, em âmbito estadual, como os títulos em Pernambuco, como também a nível nacional, os Campeonatos Brasileiros, além dos títulos por equipe nos Jogos Regionais e Jogos Abertos Horácio Baby Barioni do Interior de São Paulo (SP). Foi campeão da 1ª Copa Brasil de Jogo de Damas, realizada entre 8 e 11 de agosto de 2009, em Maceió, Alagoas.
A nível internacional, obteve excelentes colocações representando o Brasil no Campeonato Mundial de Jogo de Damas 64 casas na variante brasileira. Em 2007, foi o segundo colocado no Campeonato Mundial de Jogo de Damas de 64 casas na variante brasileira, na categoria Blitz, que foi realizado em Saarbrücken, na Alemanha.
Em 7 de setembro de 2005, no Parque Treze de Maio, no Recife, Carvalho realizou, com o apoio da Prefeitura do Recife, a simultânea de Damas de 64 casas variante brasileira, jogando com 50 jogadores de damas, dos quais venceu 47 e empatou com 3. Em 2005, recebeu o título de Mestre Internacional (MI) da Damas de 64 casas pela International Draughts Federation (IDF).

### Títulos

#### Nacionais
- Campeão do 15º Campeonato Brasileiro de 64 casas, 1997, São Caetano do Sul (SP);
- Campeão do 17º Campeonato Brasileiro de 64 casas, 1999, São Caetano do Sul;
- Campeão do 19º Campeonato Brasileiro de 64 casas, 2001, São Caetano do Sul;
- Campeão do 20º Campeonato Brasileiro de 64 casas, 2002, São Paulo;
- Campeão do 22º Campeonato Brasileiro de 64 casas, 2004, São Caetano do Sul;
- Campeão do 23º Campeonato Brasileiro de 64 casas, 2005, São Caetano do Sul;
- Campeão do 24º Campeonato Brasileiro de 64 casas, 2006, São Paulo;
- Campeão do 31º Campeonato Brasileiro de 64 casas, 2013, Salvador (BA);
- Campeão da 1ª Copa Brasil de Jogo de Damas de 64 casas, 2009, Maceió;
- Campeão do Paulistão de Jogo de Damas de 64 casas, 2012, São Paulo;[10]
- Campeão do Circuito Aberto de Jogo de Damas 64 casas da SURJAP, Paulista (PE), 2020.[11]

#### Internacionais
- Vice-campeão do 9º Campeonato Mundial de 64 casas, categoria Blitz, 2007, Saarbrücken.

## Obras
- Análise e Tática do jogo de Damas, Jaboatão dos Guararapes (PE), Multiforma Gráfica e Editora Ltda, 2002.